# Silvio Soldán
William Silvio Soldán (Colonia Belgrano, 26 de marzo de 1935) es un reconocido locutor, presentador de televisión, actor y autor de poemas y letras de canciones argentino.

## Biografía
Soldán empezó su carrera como locutor de radio. Posteriormente fue locutor en TV.
En 1971 incursionó como cantante al grabar dos canciones, "Vamos a soñar con el amor" y "Así es Buenos Aires", e la película homónima de esta última. También compuso la letra del vals "Hoy la he visto pasar a María", con música de Hugo Marcel. En 1973 se produjo su regreso al cine en la película Yo gané al prode... y Ud...?.
En 1972 comenzó a conducir el programa televisivo de tango Grandes valores del tango, en el que permaneció varios ciclos hasta 1992. En el año 1974 fue presentador de tres episodios de Alta comedia ("Nocturno", "Dándole bomba al Bambino" y "Los árboles mueren de pie"). Dos años más tarde actuó en Te necesito tanto, amor y en 1981 en Gran Valor en la facultad de medicina, junto a la vedette Adriana Aguirre. En 1982 grabó su última película, Buenos Aires Tango.
Entre fines del año 1975 y 1976, comenzó a conducir el ciclo radial Matinata, que afirmó su permanencia en el tango. El ciclo tuvo tanto éxito, que de la mano del productor Rodolfo Garavagno se editó un disco doble en la mítica compañía RCA de la Calle Paroissien. Este disco, que  lleva la foto de Soldán en la carátula con un poema dedicado a Buenos Aires, tiene prólogo de César Tiempo y recitados de Julián Centeya junto a Aníbal Troilo con la voz de Roberto Goyeneche cantando "Barrio de tango". La selección del repertorio, que va desde Julio De Caro y Carlos Gardel, pasando por todos los grandes del tango para finalizar con Osmar Maderna y Astor Piazzolla, fue realizado por Silvio Soldan y el productor Rodolfo Garavagno, con la asesoría de Aquiles Giacometti, y en la actualidad es una joya codiciada por los coleccionistas del género.
A su vez, en 1976 hizo su desembarco como conductor de televisión en el programa Feliz Domingo, un ciclo en donde varios grupos de adolescentes pugnaban por un viaje de egresados gratuito. 
Fue dicho programa el que le dio especial difusión y siguió conduciéndolo hasta 1993.
En los años 1980 conoció a la posteriormente vedette Silvia Süller, entonces secretaria en Grandes valores del tango, con la que se puso en pareja y tuvo un hijo. Escribir poemas es uno de los pasatiempos de Soldán, varios de ellos fueron recitados en el programa de Susana Giménez, incluso uno que le había dedicado a Silvia Süller durante su embarazo, denominado "Las Nueve Lunas". En 1992 se separó de su entonces pareja, protagonizando peleas escandalosas con ella, que continuaron por muchos años más, con graves calumnias mutuas, mientras conseguía una nueva pareja, Giselle Rímolo. 
Ese mismo año, más precisamente el 26 de abril, comenzó a conducir los sorteos del juego de azar Telekino por Canal 9. Al mismo tiempo conducía el programa estudiantil Feliz Domingo, en el cual se lo mantuvo hasta fines de 1993. En radio formó parte de Radio Belgrano y Radio Mitre.
Condujo los sorteos de Telekino durante doce años, hasta 2004, cuando abandonó la televisión a causa de un escándalo surgido alrededor de su pareja Giselle Rímolo en noviembre de 2001. Ella ejercía la medicina sin título, y Soldán se vio en una nueva encrucijada mediática y judicial. En 2003 llegó a estar preso por 61 días por aquella causa, en la que continuó involucrado por varios años más. Su lugar en los sorteos de Telekino (enlace roto disponible en Internet Archive; véase el historial, la primera versión y la última). fue ocupado por Jorge Rossi, con quien Soldán había compartido varios años en Feliz domingo. Sin embargo, Soldán siguió siendo el locutor oficial para la promoción de dicho juego de azar, rol que mantiene hasta la actualidad. En septiembre de 2008 fue sobreseído de la causa Rímolo.
Soldán no regresaría a trabajar en la pantalla chica sino hasta julio de 2005, cuando fue llamado por Canal 9 para participar de la tercera etapa de Feliz domingo, que se mantuvo en el aire hasta 2006. Condujo este programa durante unas semanas junto a Carla Conte, aunque terminó entregándole poco después la conducción a David Kavlin, quedando finalmente estos dos últimos al frente del programa. Sin embargo, Soldán siguió formando parte del ciclo estudiantil, pero solo en algunas secciones, como por ejemplo el "Ping-pong de Preguntas y Respuestas", su segmento más representativo dentro del programa. Dos años después de la finalización del programa estudiantil condujo el programa Aguante Tango en Canal 26 los domingos por la noche, al estilo de Grandes Valores del Tango. Este programa estuvo al aire durante dos temporadas.
En 2012 realizó una participación especial en la comedia Graduados, reviviendo su mítico programa Feliz domingo. También en el 2012 reemplazó a Jorge Rossi, debido a su enfermedad, en el reality show Volver a cantar, donde abuelos competían cantando por el viaje de egresados de sus nietos. El jurado de dicho programa estaba compuesto por Donald, Raúl Parentella y Leo García. 
Entre 2010 y 2012 y de nuevo en 2014 y 2016 condujo el programa Volver pregunta, el cual un grupo de 13 personas respondía preguntas sobre temas televisivos, ya sea datos de actores, actrices o programas de televisión. A lo largo de sus cuatro temporadas, varios jurados pasaron por el programa, entre otros, Jorge Lafauci, Edgardo Borda, Martín Reich, Daisy May Queen y Marcelo Stiletano.
Soldán es reconocido hincha del Club Atlético Boca Juniors, aunque en una entrevista que concedió al Diario Popular en 2013 declaró que hacía tiempo no iba a ver los partidos del cuadro xeneize.
En 2015 fue internado en Bariloche por una insuficiencia renal que le provocó una fiebre alta.

## Filmografía

### Intérprete
- Un novio para Laura (1955) extra, invitado en fiesta de compromiso falso
- La Herencia (1964) … Empleado
- Disloque en el presidio (1965) Presentador
- Así es Buenos Aires (1971) Narrador
- Yo gané al Prode... y Ud.? (1973) el mismo, conductor TV y voz en off
- Rebeldía (1975)
- Te necesito tanto, amor (1976)
- Gran Valor en la Facultad de Medicina  (1981) … Conductor programa de TV
- Buenos Aires Tango (Inédita) (1982)
- El método Tangalanga (2023) como Cornado Taruffa

### Temas musicales
- Así es Buenos Aires (1971)
- Vamos a soñar con el amor (1971)

## Premios y nominaciones
| Año  | Premios                          | Categoría                                   | Programa             | Resultado |
| ---- | -------------------------------- | ------------------------------------------- | -------------------- | --------- |
| 1981 | Premio Konex - Diploma al Mérito | Locutor                                     | La esquina de Soldán | Ganador   |
| 1996 | Premios Martín Fierro            | Mejor programa de música ciudadana en radio | La esquina de Soldán | Ganador   |
| 2009 | Premios Martín Fierro de cable   | Mejor programa musical de tango             | Aguante tango        | Ganador   |
| 2009 | Premios Martín Fierro de cable   | Mejor labor conducción masculina            | Aguante tango        | Nominado  |
| 2010 | Premios Martín Fierro de cable   | Mejor programa musical de tango             | Aguante tango        | Nominado  |
| 2011 | Premios Martín Fierro de cable   | Mejor programa de juegos y entretenimientos | Volver pregunta      | Ganador   |
| 2012 | Premios Martín Fierro de cable   | Mejor programa de juegos y entretenimientos | Volver pregunta      | Nominado  |
| 2013 | Premios Martín Fierro de cable   | Mejor programa musical de tango             | Te quiero tango      | Ganador   |
| 2017 | Premios Martín Fierro de cable   | Mejor programa de juegos y entretenimientos | Volver pregunta      | Ganador   |

## Televisión
| Programa                                                  | Cadena                           | Rol                                            | Año                                    |
| --------------------------------------------------------- | -------------------------------- | ---------------------------------------------- | -------------------------------------- |
| El Special                                                | Canal 9                          | Conductor                                      | 1970-1979                              |
| Grandes Valores del Tango                                 | Canal 9                          | Conductor                                      | 1972-1992, 2022 (especial de programa) |
| Feliz Domingo / Domingos para la Juventud (primera etapa) | Canal 9                          | Coconductor (1970-1974), Conductor (1974-1993) | 1970-1993                              |
| Alta comedia                                              | Canal 9                          | Presentador de dos episodios                   | 1974                                   |
| Fútbol de Primera (participación especial)                | Canal 9 Libertad                 | Presentador del primer programa                | 1989                                   |
| Telekino                                                  | Canal 9 Libertad/Azul Televisión | Conductor                                      | 1992-2004                              |
| Poliladron                                                | Canal 13                         | Actuación especial                             | 1995                                   |
| Ta-Te-Show                                                | Telefe                           | Conductor                                      | 1996                                   |
| Feliz Domingo (segunda etapa)                             | Canal 9                          | Participación especial                         | 2005-2006                              |
| Aguante Tango                                             | Canal 26                         | Conductor                                      | 2008-2010                              |
| Graduados                                                 | Telefe                           | Participación especial                         | 2012                                   |
| Volver a cantar                                           | Volver                           | Conductor suplente                             | 2012                                   |
| Volver pregunta                                           | Volver                           | Conductor                                      | 2010-2012, 2014 y 2016                 |
| El hotel de los famosos                                   | eltrece                          | Participación especial                         | 2022                                   |

## Comerciales
- “Huevodance” para Telekino (2019-presente)
- Supermercados Coto: (2020) colabora a Julián Weich.